# Chikkabukkasagara, Kadur
Chikkabukkasagara là một làng thuộc tehsil Kadur, huyện Chikmagalur, bang Karnataka, Ấn Độ.